# 加藤いづみ (小惑星)
加藤いづみ（かとういづみ、27003 Katoizumi）は、太陽系の小惑星のひとつである。火星と木星の間の軌道を公転している。中村彰正が愛媛県の久万高原町で発見した。

## 命名
発見者の中村により、愛媛県出身の歌手加藤いづみに因んで命名された。加藤の曲には星や月をテーマにしたものが多い。